# 克利姆基夫齊 (赫梅利尼茨基州)
49°24′16″N 26°44′36″E / 49.40444°N 26.74333°E
克利姆基夫齊（烏克蘭語：Климківці）是位於烏克蘭西部的村莊，由赫梅利尼茨基州裡赫梅利尼茨基區的赫梅利尼茨基市鎮負責管轄。該村面積0.85平方公里，海拔高度325米，2001年人口278，人口密度每平方公里327.1人。